# Linazay
Linazay est une commune du centre-ouest de la France située dans le département de la Vienne en région Nouvelle-Aquitaine.

## Géographie

### Localisation
Linazay est située à la limite du département des Deux-Sèvres.
Le territoire de la commune est limitrophe de ceux de cinq communes :
|         | Champagné-le-Sec         | Saint-Pierre-d'Exideuil |
| Chaunay | de Linazay               | Saint-Saviol            |
|         | Limalonges (Deux-Sèvres) |                         |

### Géologie et relief
La région de Linazay présente un paysage de plateau calcaire plus ou moins vallonné. Le parcellaire est ponctué de haies et de taillis discontinus. Le terroir se compose pour 100 % de groies (groies de la Saintonge boisée et groies profondes). Les groies sont des terres du sud-ouest de la France, argilo-calcaires, peu profondes — en général de moins de 50 cm d’épaisseur — et  plus ou moins riches en cailloux. Ce sont des terres fertiles et saines, propices à la polyculture céréalière.
En 2006, 99,4 % de la superficie de la commune était occupée par l'agriculture et 0,6 % par des forêts et des milieux semi-naturels.

### Hydrographie

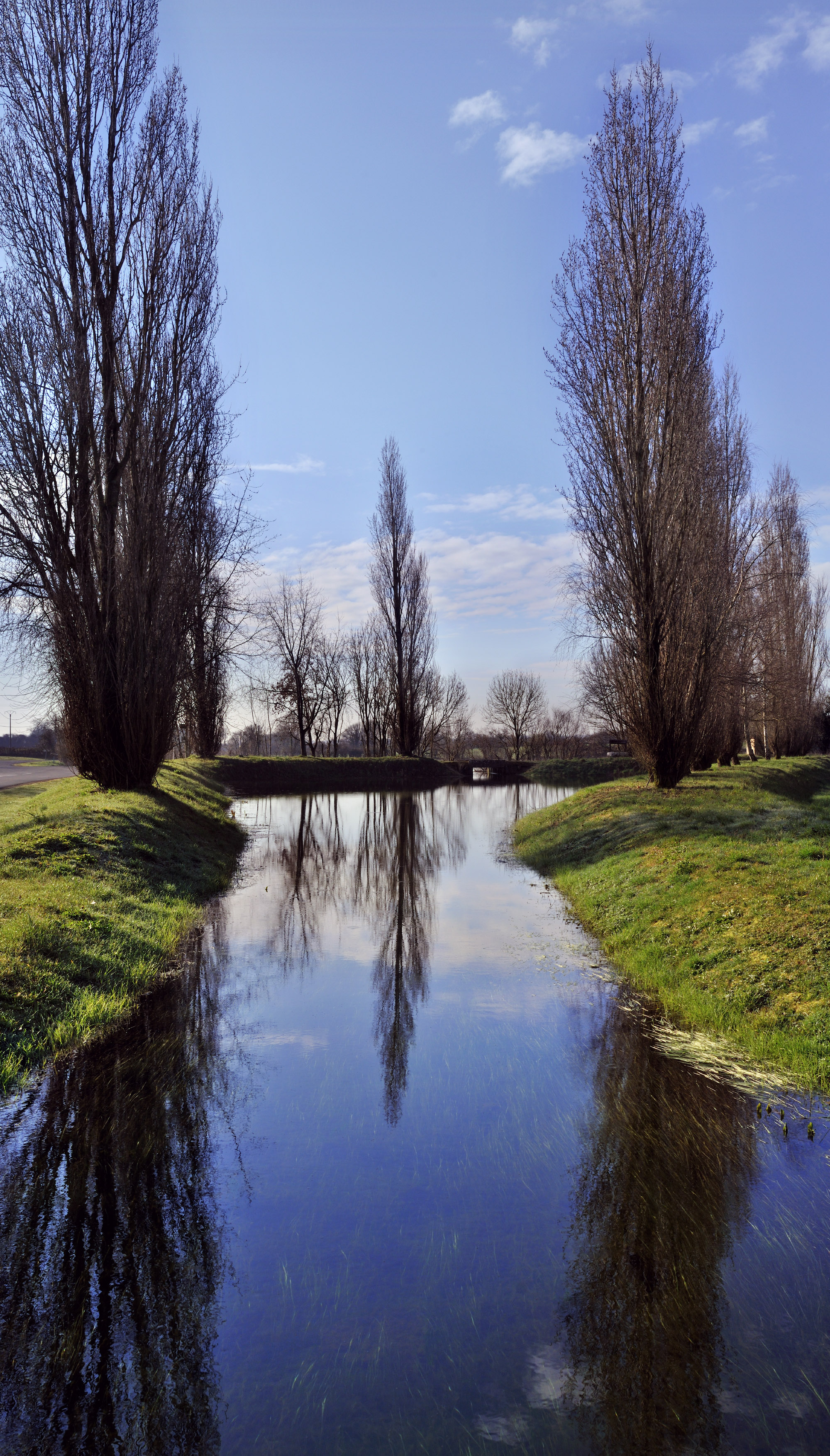
La mare du bourg en période de crue du Sillon.

Le Sillon est un modeste ruisseau au cours intermittent qui n'apparaît que pendant les crues hivernales. Depuis la commune de Pliboux (Deux-Sèvres), il traverse la commune de Linazay pour rejoindre la Charente à Saint-Macoux, au terme d'un parcours d'une dizaine de kilomètres.
Pour l'alimentation en eau de ce territoire, le percement de puits et le creusement de mares ont donc joué un rôle essentiel.

### Climat
Pour des articles plus généraux, voir Climat de la Nouvelle-Aquitaine et Climat de la Vienne.
Historiquement, la commune est exposée à un climat océanique du nord-ouest.  
En 2020, Météo-France publie une typologie des climats de la France métropolitaine dans laquelle la commune est exposée à un climat océanique altéré et est dans la région climatique Poitou-Charentes, caractérisée par un bon ensoleillement, particulièrement en été et des vents modérés.
Pour la période 1971-2000, la température annuelle moyenne est de 11,9 °C, avec une amplitude thermique annuelle de 14,9 °C. Le cumul annuel moyen de précipitations est de 834 mm, avec 11,6 jours de précipitations en janvier et 6,9 jours en juillet. Pour la période 1991-2020, la température moyenne annuelle observée sur la station météorologique la plus proche, située sur la commune de Brux à 8 km à vol d'oiseau, est de 12,6 °C et le cumul annuel moyen de précipitations est de 765,0 mm,. Pour l'avenir, les paramètres climatiques de la commune estimés pour 2050 selon différents scénarios d’émission de gaz à effet de serre sont consultables sur un site dédié publié par Météo-France en novembre 2022.

### Voies de communication et transports

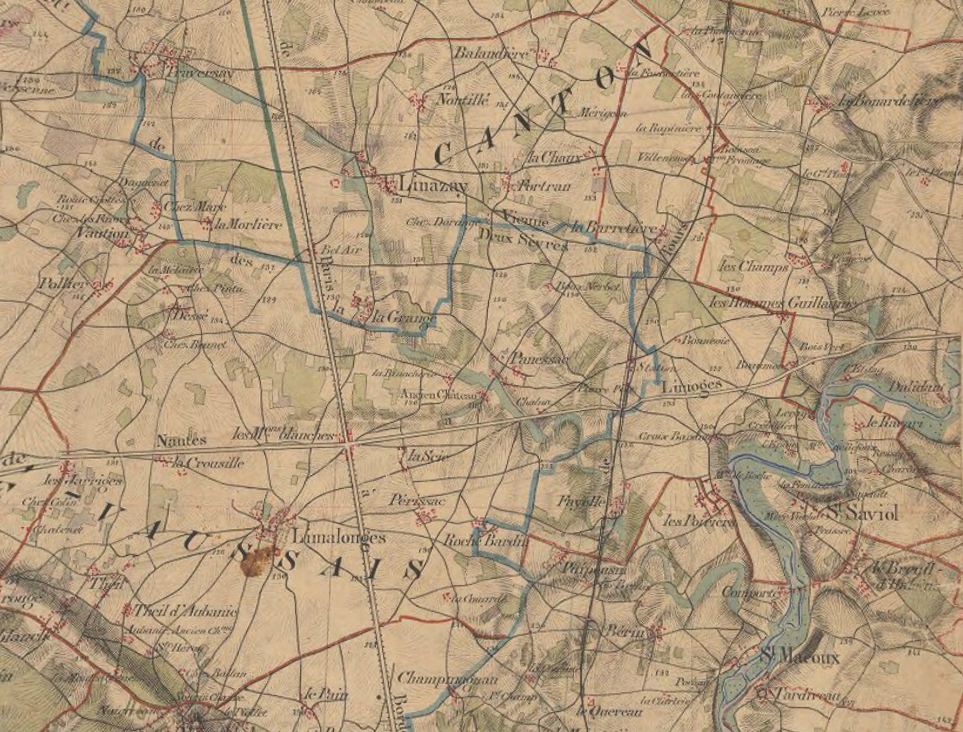
Carte d'état-major de Saint-Jean-d'Angély en 1866 : détail de la région de Linazay.

Les gares et les haltes ferroviaires proches de la commune :
- gare de Saint-Saviol à 3,3 km,
- Halte d'Épanvilliers à 8,1 km,
- gare de Ruffec à 14,9 km,
- halte d'Anché-Voulon à 21,3 km,
- halte de Vivonne à 29,9 km,
- gare de Poitiers à 52 km.

Les aéroports les plus proches de Linazay sont :
- aéroport de Poitiers-Biard à 48 km,
- aérodrome de Niort-Souché à 48 km,
- aéroport international Angoulême-Cognac à 49 km.

Depuis l'époque gallo-romaine, Linazay est située sur l’axe des grandes voies de circulation qui traversent le seuil du Poitou. De nos jours, Linazay est toujours proche des axes de circulation : route nationale N 10 (Paris - Bordeaux), route départementale D 948 (Niort - Limoges) ou voies ferrées Paris - Bordeaux.

## Urbanisme

### Typologie
Au 1er janvier 2024, Linazay est catégorisée commune rurale à habitat très dispersé, selon la nouvelle grille communale de densité à sept niveaux définie par l'Insee en 2022.
Elle est située hors unité urbaine et hors attraction des villes,.

### Occupation des sols
L'occupation des sols de la commune, telle qu'elle ressort de la base de données européenne d’occupation biophysique des sols Corine Land Cover (CLC), est marquée par l'importance des territoires agricoles (96,5 % en 2018), en diminution par rapport à 1990 (99,4 %). La répartition détaillée en 2018 est la suivante : 
terres arables (85 %), zones agricoles hétérogènes (11,5 %), zones urbanisées (2,9 %), forêts (0,6 %). L'évolution de l’occupation des sols de la commune et de ses infrastructures peut être observée sur les différentes représentations cartographiques du territoire : la carte de Cassini (XVIIIe siècle), la carte d'état-major (1820-1866) et les cartes ou photos aériennes de l'IGN pour la période actuelle (1950 à aujourd'hui).

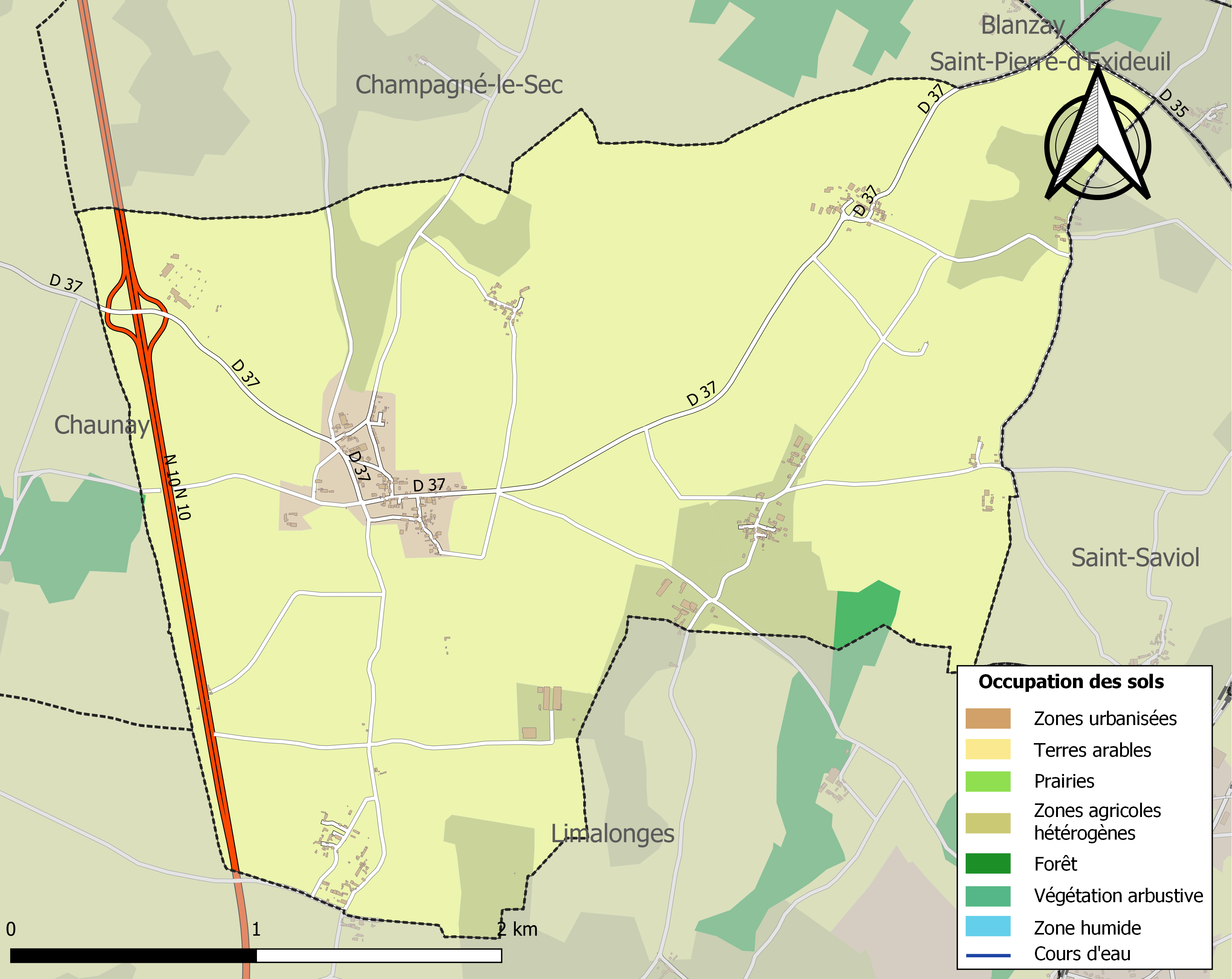
Carte des infrastructures et de l'occupation des sols de la commune en 2018 (CLC).

### Risques majeurs
Le territoire de la commune de Linazay est vulnérable à différents aléas naturels : météorologiques (tempête, orage, neige, grand froid, canicule ou sécheresse), mouvements de terrains et séisme (sismicité modérée). Il est également exposé à un risque technologique,  le transport de matières dangereuses. Un site publié par le BRGM permet d'évaluer simplement et rapidement les risques d'un bien localisé soit par son adresse soit par le numéro de sa parcelle.

#### Risques naturels

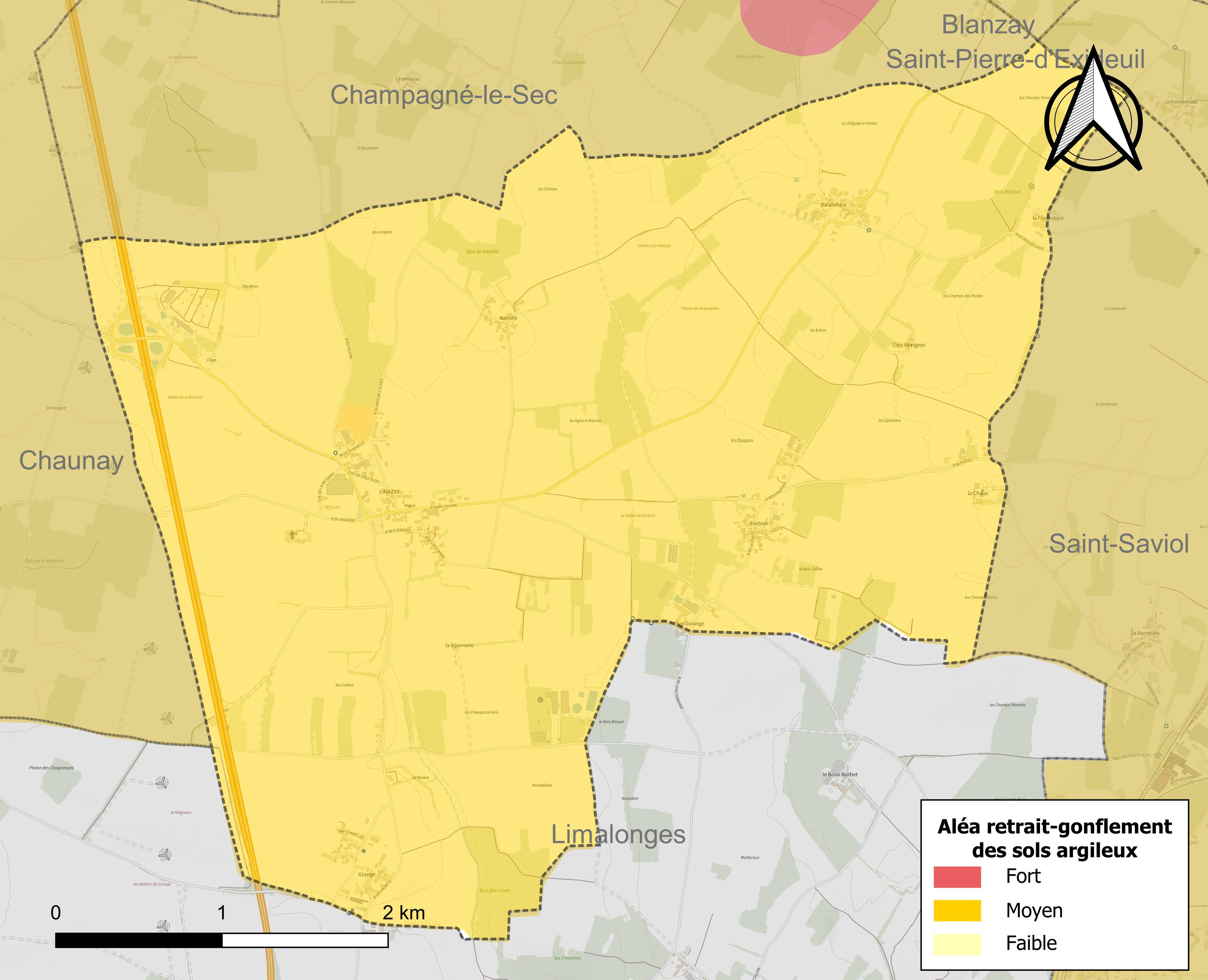
Carte des zones d'aléa retrait-gonflement des sols argileux de Linazay.

Les mouvements de terrains susceptibles de se produire sur la commune sont des tassements différentiels. Le retrait-gonflement des sols argileux est susceptible d'engendrer des dommages importants aux bâtiments en cas d’alternance de périodes de sécheresse et de pluie. 99,9 % de la superficie communale est en aléa moyen ou fort (79,5 % au niveau départemental et 48,5 % au niveau national). Depuis le 1er octobre 2020, en application de la loi ÉLAN, différentes contraintes s'imposent aux vendeurs, maîtres d'ouvrages ou constructeurs de biens situés dans une zone classée en aléa moyen ou fort,.
La commune a été reconnue en état de catastrophe naturelle au titre des dommages causés par les inondations et coulées de boue survenues en 1982, 1999 et 2010 et par des mouvements de terrain en 1999 et 2010.

## Toponymie
Linaziacus villa est la première mention connue, dans le cartulaire de Bourgueil, vers 950. Ce nom évoque un riche propriétaire terrien de l'époque gallo-romaine : Linatius ou Linus.
Jusqu'à la fin du XIXe siècle, le nom de la commune a connu plusieurs variantes : Linezay, Linazays, Linazais, Linazai, Linazeay, Linesay, Linasais…

## Histoire

### Préhistoire et Antiquité
L'occupation est ancienne sur ce territoire, comme en témoigne notamment, à la période néolithique, le dolmen de la Pierre Pèse, situé sur la commune de voisine de Limalonges (Deux-Sèvres). À l'époque protohistorique, des enclos sur la proche commune de Pliboux (Deux-Sèvres) donnent aussi une indication de l'installation sur ce territoire. Les Gallo-Romains sont ensuite bien implantés dans la région. Ils installent des villas ou établissements ruraux dans les communes voisines de Chaunay, Pliboux ou Limalonges (Pannessac, Chez Brunet)...
Une voie romaine traverse le territoire de Linazay, à son extrémité ouest, proche de l'actuelle nationale 10. À l'époque gallo-romaine, c'était une voie secondaire reliant Rom à Montignac-Charente (Nantes à Périgueux). Le tracé de la voie romaine est encore visible dans le parcellaire, en photographie aérienne, et il a servi à matérialiser les limites de paroisses de l'Ancien Régime, puis des communes et départements (Vienne et Deux-Sèvres) actuels.

### Moyen Âge
Les voies romaines continuent à être utilisées jusqu'au VIIIe siècle. S'y ajoutent les chemins sauniers, tracés pour acheminer le sel de l'Atlantique vers le Limousin. Civray et Sauzé-Vaussais constituent alors des villes de transit dans ce commerce du sel. Vers l'an mil, la région de Civray connaît un peuplement dense. Sur la commune, la construction de l'église Saint-Hilaire au XIIIe siècle est le premier témoignage conservé de l'époque médiévale.
À partir du milieu du XIVe siècle, la châtellenie de Civray passe de mains en mains au gré des conflits et des traités durant la guerre de Cent Ans. Pendant 80 ans, les gens de guerre y exercent de constants ravages, auxquels s'ajoutent la faim et les épidémies de peste. C'est dans ce contexte, à partir du XVe siècle que sont construits les trois châteaux contrôlant le territoire de la commune : les logis du Magnou, de La Chaux, et de La Foubertière (ce dernier aujourd'hui[Quand ?] disparu).

### Ancien Régime

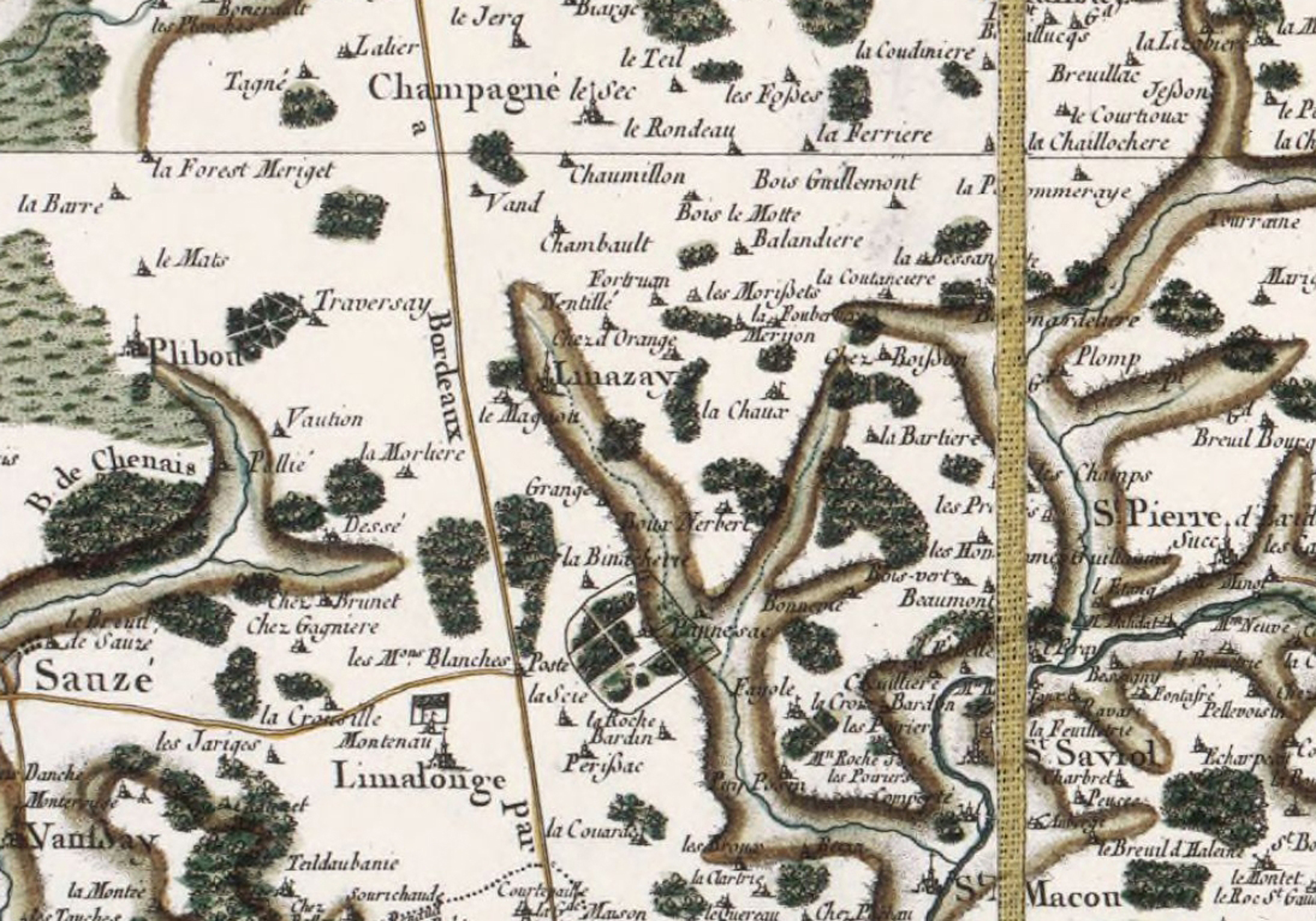
Carte de Cassini des environs de Linazay, 1770-1773.

La commune de Linazay n'est pas épargnée par les troubles qui suivent les guerres de Religion. Plusieurs de ses habitants ont adhéré au calvinisme. En 1681, 23 abjurations ont lieu lors des dragonnades, ces conversions forcées des familles protestantes par les soldats du roi.
En 1694, l'épisode de l'agression du curé Tanchot, par une famille dont la mère « a fait la guerre à quatre curés », témoigne d'un climat d'insécurité.
En 1688-1689, le seigneur du Magnou est dénommé « seigneur des 64 feux de Linazay ». La population s'étoffe ensuite à la fin de l'Ancien Régime, avec 93 foyers.

### XIXeetXXesiècles
En 1790, Linazay appartient au canton de Chaunay, puis elle est rattachée à celui de Civray. Une école est créée sur la commune dès 1838. La cure est rétablie en 1846. En 1853, le prolongement de la voie ferrée Paris - Bordeaux, avec la création de la gare de Saint-Saviol, facilite les échanges.
Linazay connait alors son apogée démographique au milieu du XIXe siècle, pour atteindre presque 600 habitants.
À partir de 1878, la crise du phylloxéra ravage les cultures de vignes du civraisien.

## Politique et administration

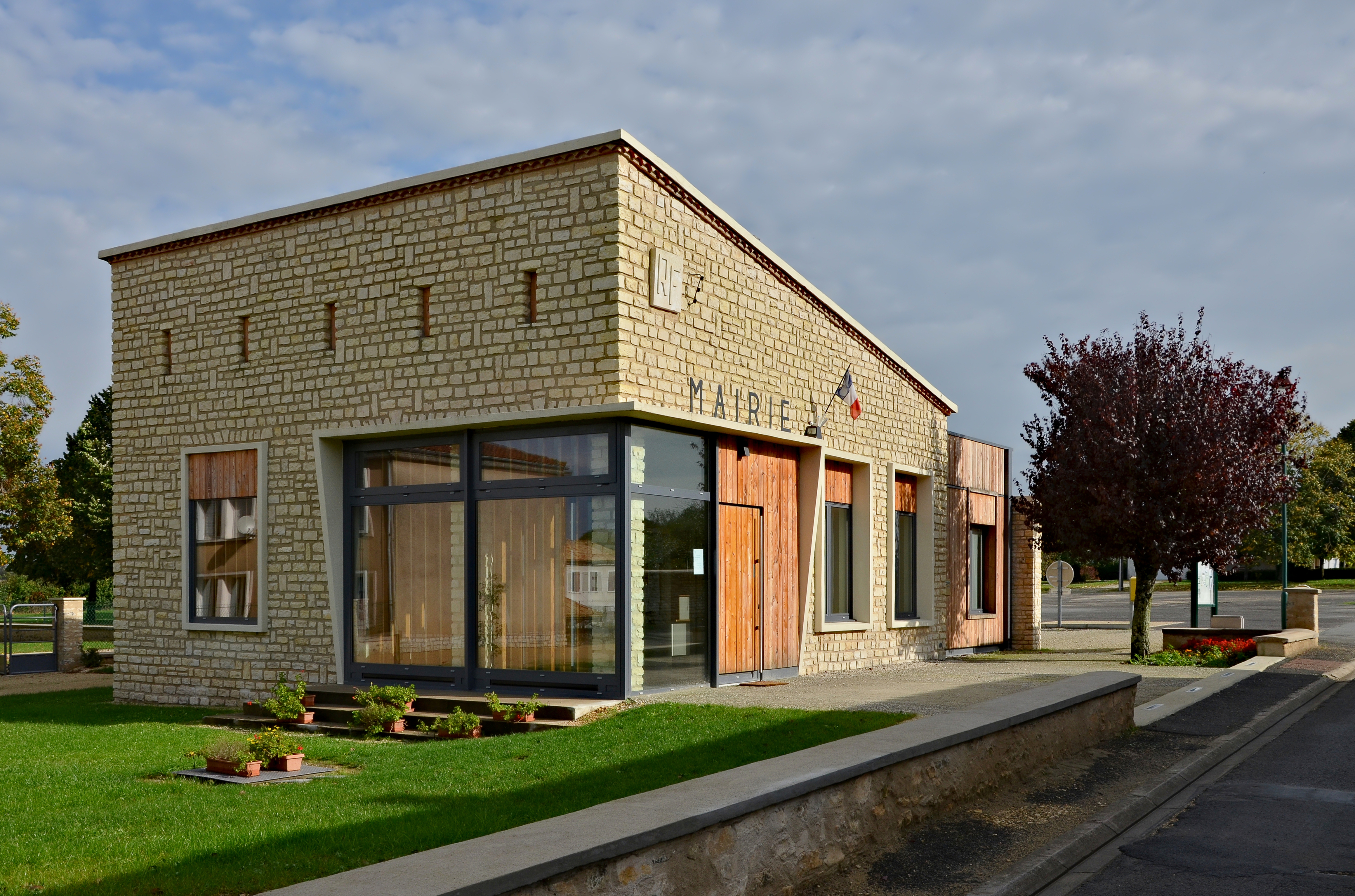
La mairie.

### Intercommunalité
Depuis 2015, Linazay est dans le canton no 6 de Civray, dans le département de la Vienne. Avant la réforme des départements, Linazay était dans le canton no 5 de Civray dans la 3e circonscription.

### Liste des maires
| Période   | Période                     | Identité            | Étiquette | Qualité |
| --------- | --------------------------- | ------------------- | --------- | ------- |
| mars 2001 | mars 2008                   | Michel Mérigot      |           |         |
| mars 2008 | En cours (au 30 avril 2014) | Jean-Pierre Provost |           |         |

### Instances judiciaires et administratives
La commune relève du tribunal d'instance de Poitiers, du tribunal de grande instance de Poitiers, de la cour d'appel  de Poitiers, du tribunal pour enfants de Poitiers, du conseil de prud'hommes de Poitiers, du tribunal de commerce de Poitiers, du tribunal administratif de Poitiers et de la cour administrative d'appel de Bordeaux, du tribunal des pensions de Poitiers, du tribunal des affaires de la Sécurité sociale de la Vienne, de la cour d’assises de la Vienne.

## Démographie
L'évolution du nombre d'habitants est connue à travers les recensements de la population effectués dans la commune depuis 1793. Pour les communes de moins de 10 000 habitants, une enquête de recensement portant sur toute la population est réalisée tous les cinq ans, les populations de référence des années intermédiaires étant quant à elles estimées par interpolation ou extrapolation. Pour la commune, le premier recensement exhaustif entrant dans le cadre du nouveau dispositif a été réalisé en 2005.

En 2022, la commune comptait 217 habitants, en évolution de −2,69 % par rapport à 2016 (Vienne : +0,6 %, France hors Mayotte : +2,11 %).
| 1793 | 1800 | 1806 | 1821 | 1831 | 1836 | 1841 | 1846 | 1851 |
| ---- | ---- | ---- | ---- | ---- | ---- | ---- | ---- | ---- |
| 339  | 184  | 358  | 420  | 516  | 467  | 527  | 593  | 577  |

| 1856 | 1861 | 1866 | 1872 | 1876 | 1881 | 1886 | 1891 | 1896 |
| ---- | ---- | ---- | ---- | ---- | ---- | ---- | ---- | ---- |
| 545  | 532  | 502  | 494  | 501  | 496  | 462  | 436  | 427  |

| 1901 | 1906 | 1911 | 1921 | 1926 | 1931 | 1936 | 1946 | 1954 |
| ---- | ---- | ---- | ---- | ---- | ---- | ---- | ---- | ---- |
| 381  | 387  | 406  | 316  | 371  | 320  | 322  | 345  | 297  |

| 1962 | 1968 | 1975 | 1982 | 1990 | 1999 | 2005 | 2006 | 2010 |
| ---- | ---- | ---- | ---- | ---- | ---- | ---- | ---- | ---- |
| 296  | 248  | 218  | 213  | 192  | 194  | 211  | 216  | 211  |

| 2015 | 2020 | 2022 | - | - | - | - | - | - |
| ---- | ---- | ---- | - | - | - | - | - | - |
| 224  | 219  | 217  | - | - | - | - | - | - |

En 2008, la densité de population de la commune était de 24 hab./km2[Quand ?], 61 hab./km2 pour le département, 68 hab./km2 pour la région Poitou-Charentes et 115 hab./km2 pour la France.
Linazay a connu une nette hausse de 11,86 % de sa population de 1999 à 2008.
Les dernières statistiques démographiques pour la commune de Linazay ont été fixées en 2009 et publiées en 2012. Il ressort que la mairie de Linazay administre une population totale de 218 personnes. À cela il faut soustraire les résidences secondaires (4 personnes) pour constater que la population permanente sur le territoire de la commune était de 214 habitants en 2009.
La répartition par sexe de la population est la suivante :
- en 1999 : 52,6 % d'hommes et 47,4 % de femmes ;
- en 2005 : 50,7 % d'hommes et 49,3 % de femmes ;
- en 2010 : 47,8 % d'hommes pour 52,2 % de femmes.

En 2005 :
- Le nombre de célibataires était de : 36,2 % dans la population ;
- Les couples mariés représentaient 49,2 % de la population et les divorcés 6,2 % ;
- Le nombre de veuves et veufs était de 8,5 %.

## Économie

### Agriculture
Selon la direction régionale de l'Alimentation, de l'Agriculture et de la Forêt de Poitou-Charentes, il y a autant d'exploitations agricoles en 2010 qu'en 2000, soit 15.
Les surfaces agricoles utilisées ont toutefois augmenté de 5 % et sont passées de 886 hectares en 2000 à 939 hectares en 2010 dont 606 hectares  sont irrigués. Ces chiffres indiquent une concentration des terres sur un nombre plus faible d’exploitations. Cette tendance est conforme à l’évolution  constatée sur tout le département de la Vienne puisque de 2000 à 2007, chaque exploitation a gagné en moyenne 20 hectares.
71 % des surfaces agricoles sont destinées à la culture des céréales (blé tendre et essentiellement du maïs pour 65 % des surfaces céréalières), 16 % pour les oléagineux (2/3 colza et 1/3 tournesol) et 9 % pour le fourrage.
Trois exploitations en 2010 (contre quatre en 2000) abritent un élevage de bovins (238 têtes en 2010 contre 208 têtes en 2000). Trois exploitations en 2010 (contre cinq en 2000) abritent un élevage d'ovins (647 têtes en 2010 contre 620 têtes en 2000). L'élevage de volailles a disparu en 2010 (220 têtes sur neuf fermes en 2000).
Un élevage important de 750 truies existe sur le territoire de la commune.
La transformation de la production agricole est de qualité et permet aux exploitants d’avoir droit, sous conditions, aux appellations et labels suivants :
- Chabichou du Poitou (AOC) ;
- Beurre Charente-Poitou (AOC) ;
- Beurre des Charente (AOC) ;
- Beurre des Deux-Sèvres (AOC) ;
- Veau du Limousin (IGP) ;
- Agneau du Poitou-Charentes (IGP) ;
- Porc du Limousin (IGP) ;
- Jambon de Bayonne (IGP).

### Activité et emplois
Le taux d'activité était de 73,8 % en 2005 et 71,3 % en 1999.
Le taux de chômage en 2005 était de 11,5 % et en 1999 il était de 13,8 %.
Les retraités et les pré-retraités représentaient 28 % de la population en 2005 et 27,3 % en 1999.

## Culture locale et patrimoine

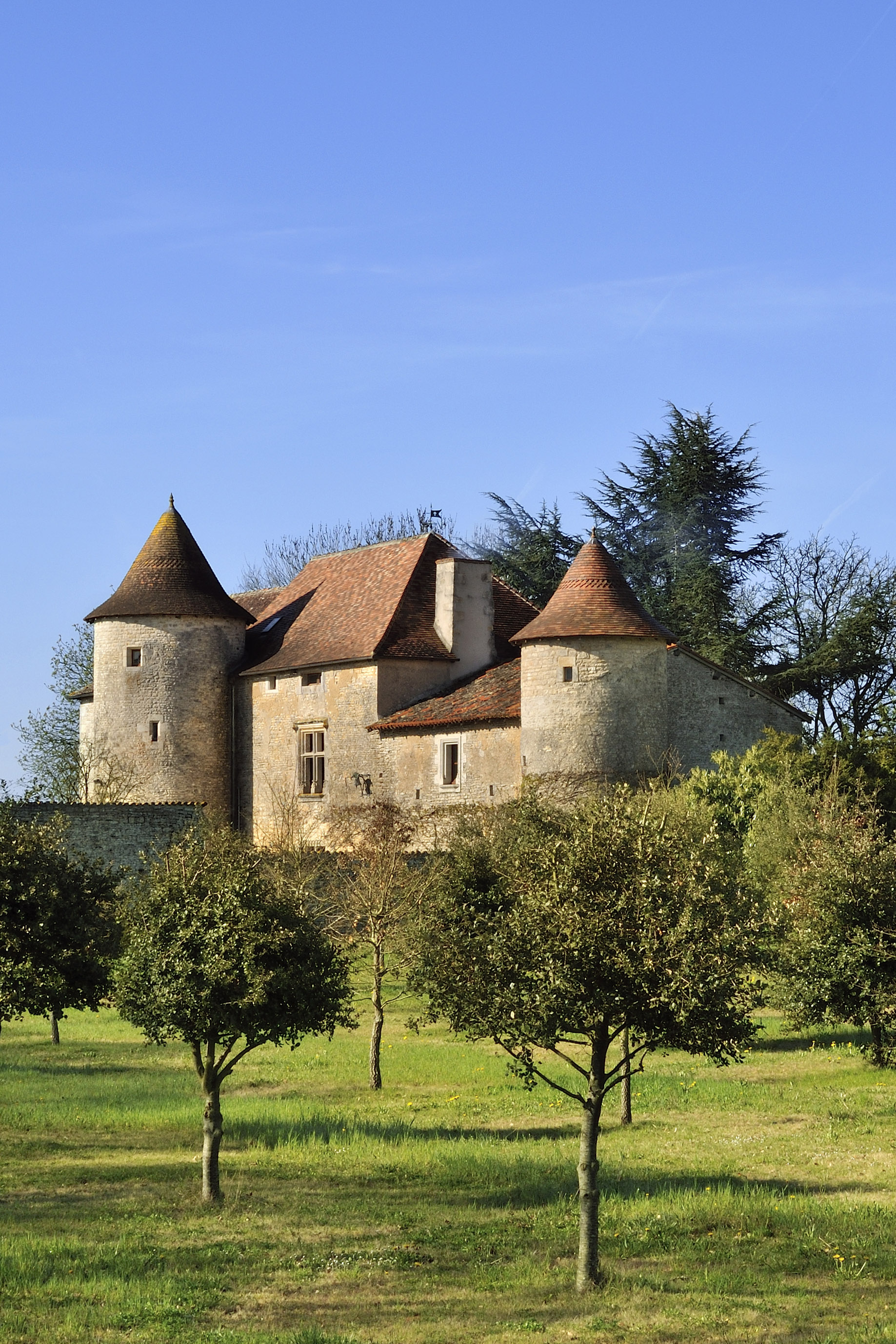
Le logis du Magnou.

### Lieux et monuments

#### Église Saint-Hilaire
L'église Saint-Hilaire date en partie du XIIIe siècle. L'édifice, endommagé pendant les guerres de religion, a été remanié au XVIIe siècle. La rénovation a été financée par le seigneur du Magnou, Louis Eschallé. Avant 1790, la paroisse dépendait de l'archiprêtré de Chaunay.
Au sud, le portail en arc brisé présente un décor de chapiteaux à feuillages. Le portail est protégé par un auvent. La nef unique est composée de trois travées. Elle se prolonge par un chœur quadrangulaire. Au-dessus du chœur, le clocher massif est couvert d'ardoise.
L'église abrite six pierres tombales : quatre d'entre-elles portent les armoiries de la famille Eschallé, et parmi elles l'épitaphe de Louis Eschallé, décédé le 31 juillet 1662. La pierre tombale porte l'inscription : « Ci-gist le corps de Louis Escallé, escurier seigneur du Magnou et de Linazai, fondateur de l'église du dit lieu, décédé le 31 juillet 1662, prié Dieu pour son âme ». La cloche, baptisée en août 1693, a pour parrain Charles François d'Eschallé et pour marraine Marie Catherine de Cougé de Marsillac de Pannessac.  Deux vitraux contemporains, représentant la Vierge et saint Hilaire, ont été réalisés par l'atelier Saint-Joseph de Ruffec en 2000 et 2003.

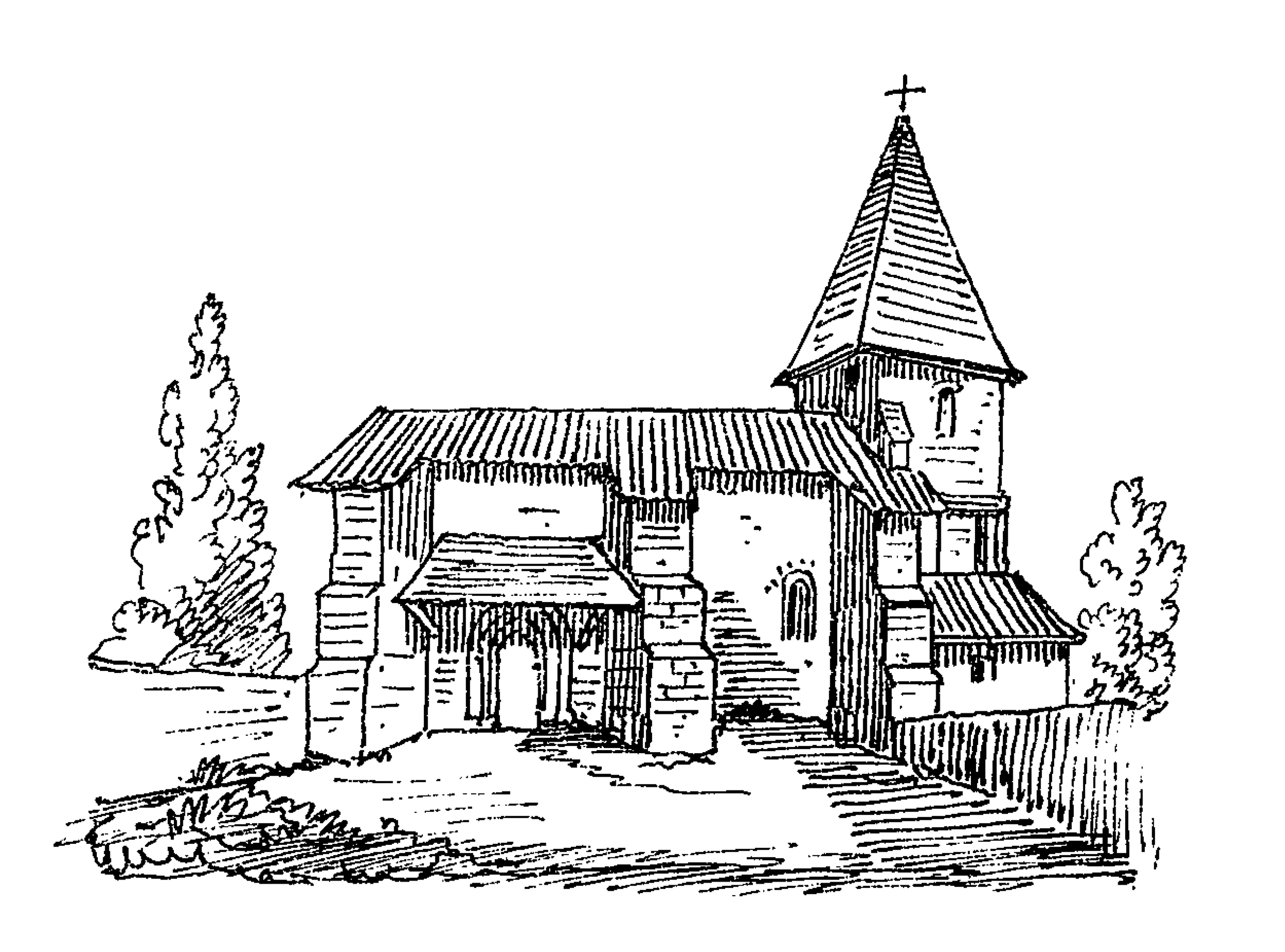
Église Saint-Hilaire en 1865, par Pierre-Amédée Brouillet.
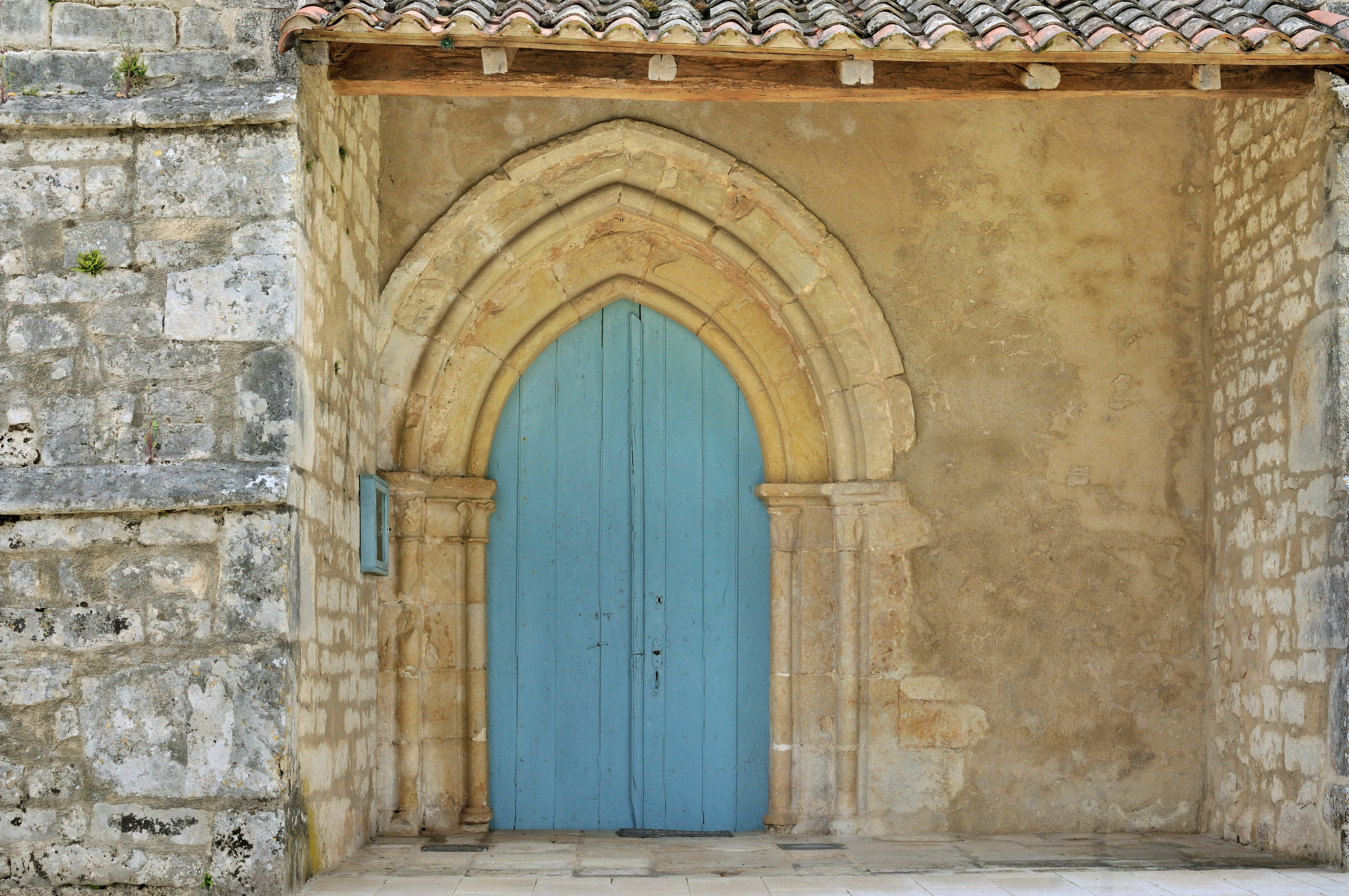
Église Saint-Hilaire, portail sud.
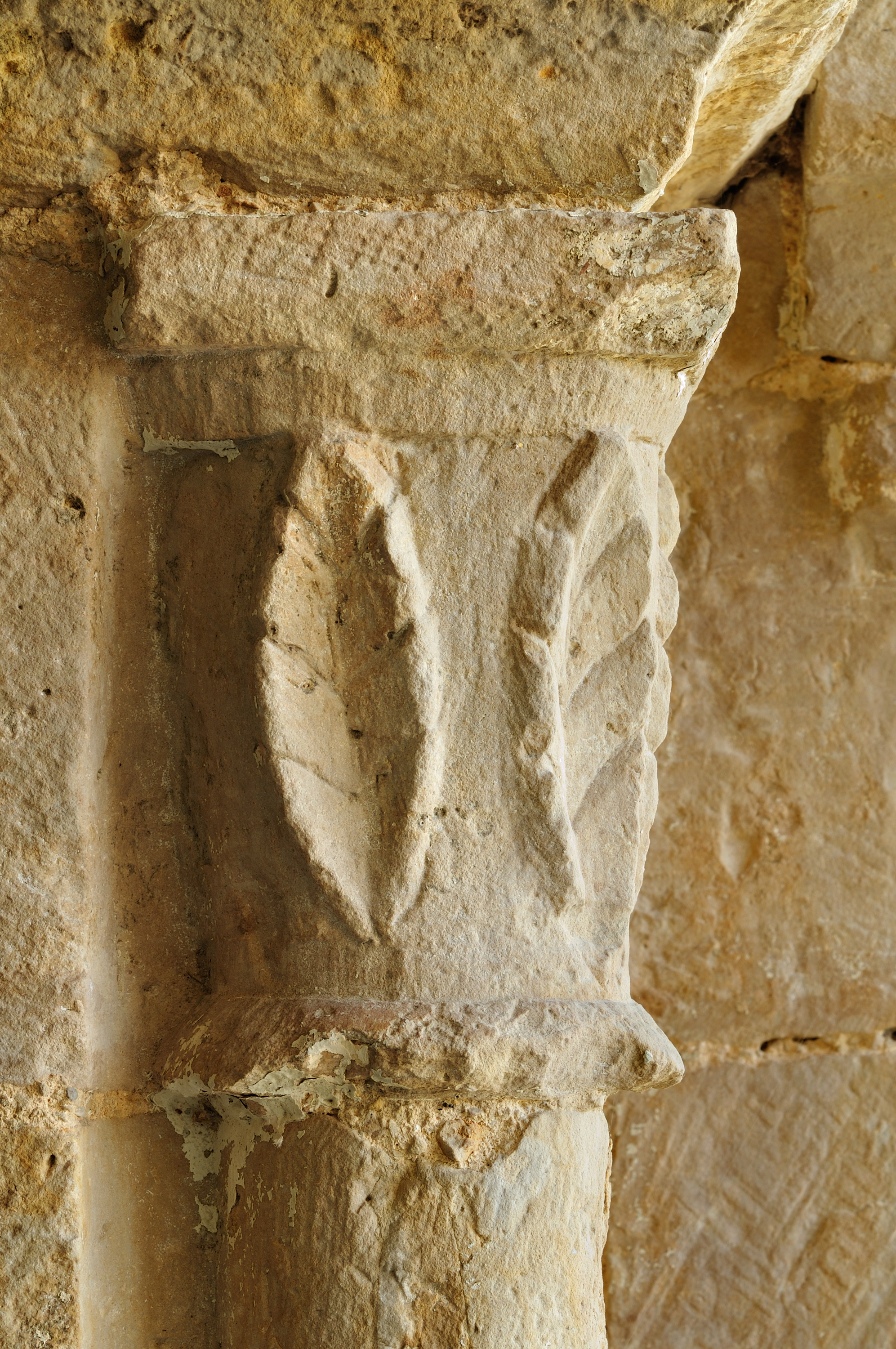
Église Saint-Hilaire, chapiteau à feuille de châtaignier.
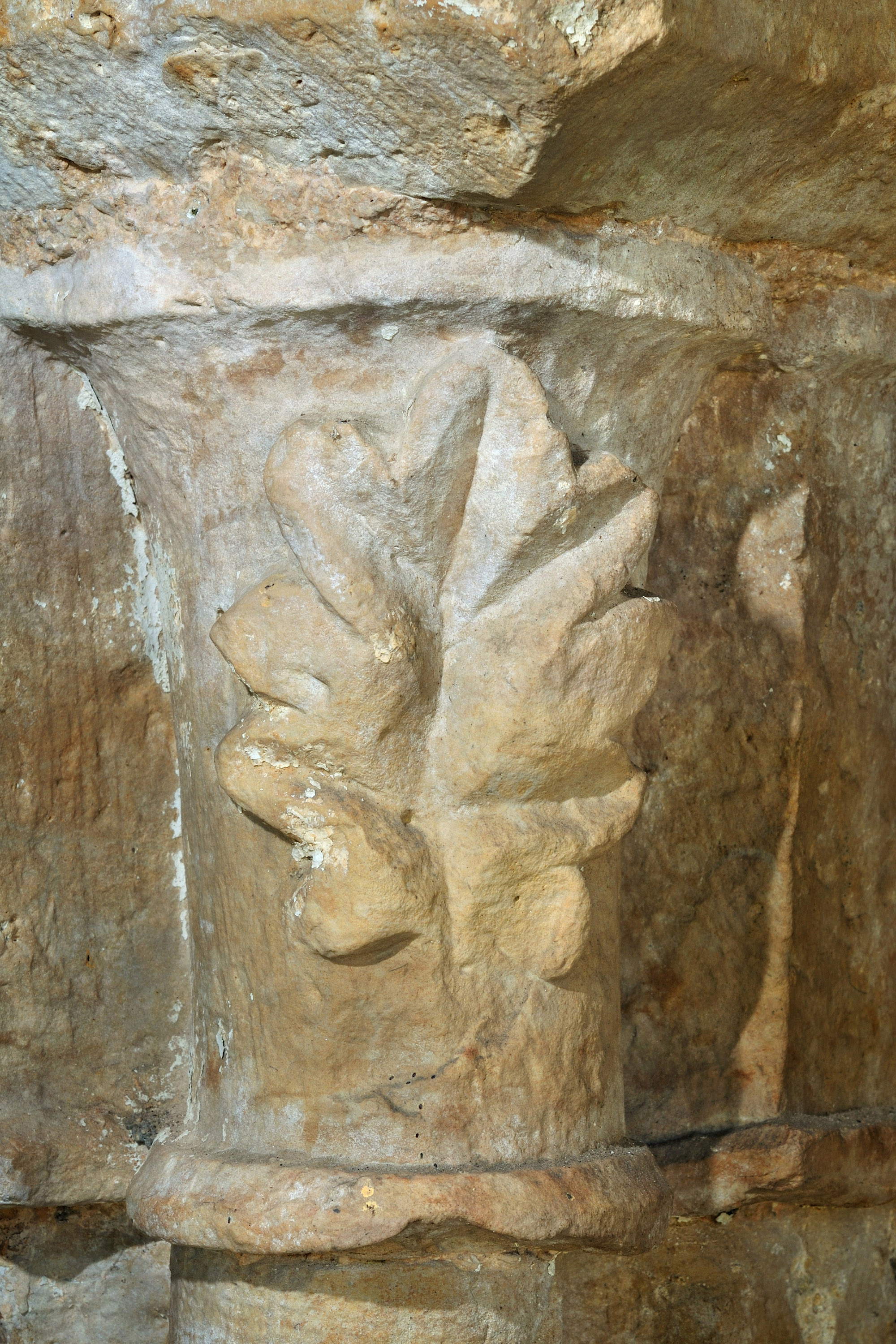
Église Saint-Hilaire, chapiteau à feuille de chêne.
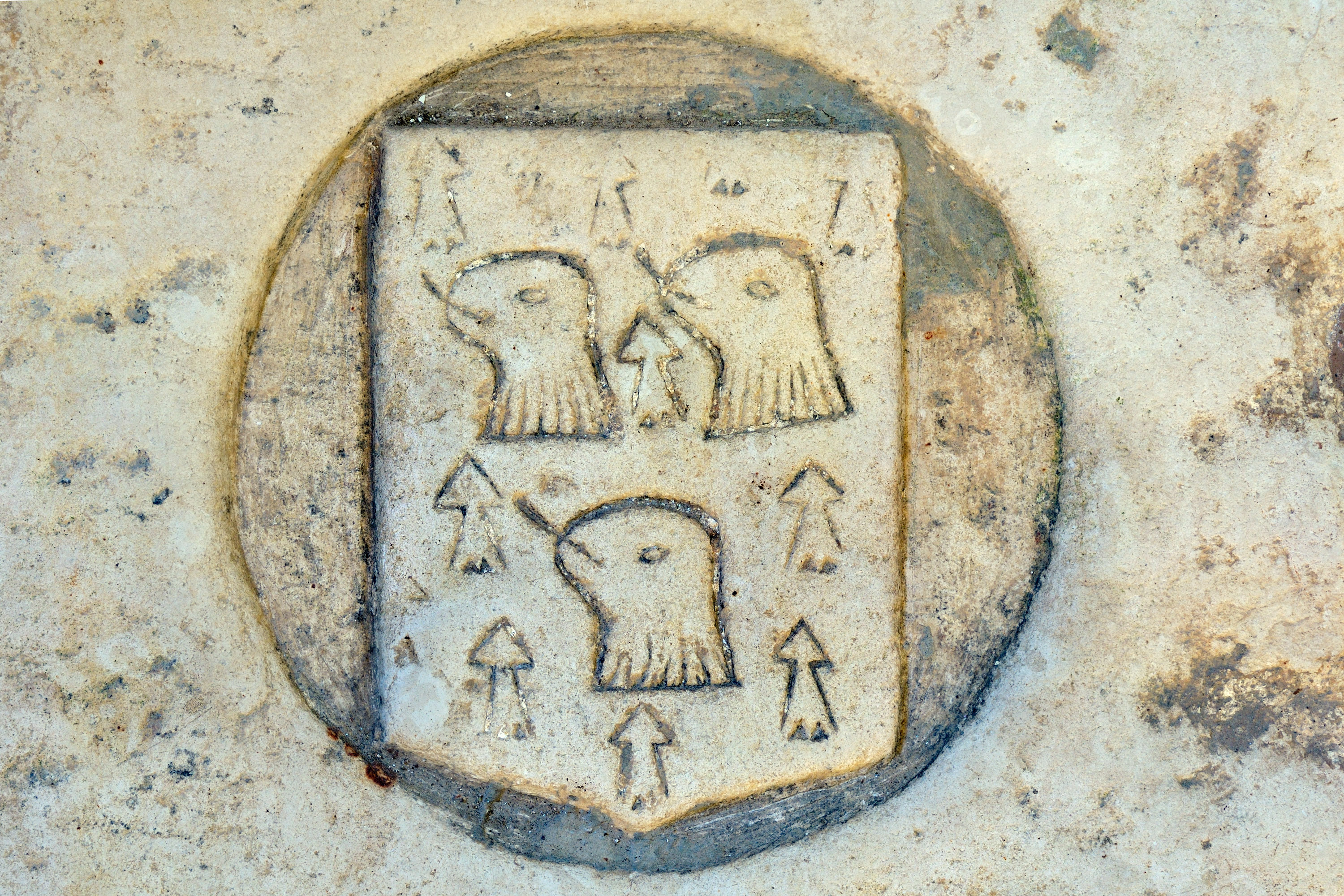
Église Saint-Hilaire, pierre tombale de Louis Eschallé.

#### Croix du cimetière
Le cimetière du village accueille une croix dite hosannière, datée des XVIIe et XVIIIe siècles. C'est une croix armoriée en pierre, ornée des armoiries de la famille Eschallé, surmontées d'un casque. Une croix hosannière tire son nom  de l'hébreu « hosanna ». C'est le premier mot d'une hymne chantée le jour des Rameaux. Il était de tradition pour les villageois de se rendre en procession jusqu'au cimetière ce jour-là. Ensuite, les villageois se réunissaient au pied de la croix pour chanter l'Hosanna.

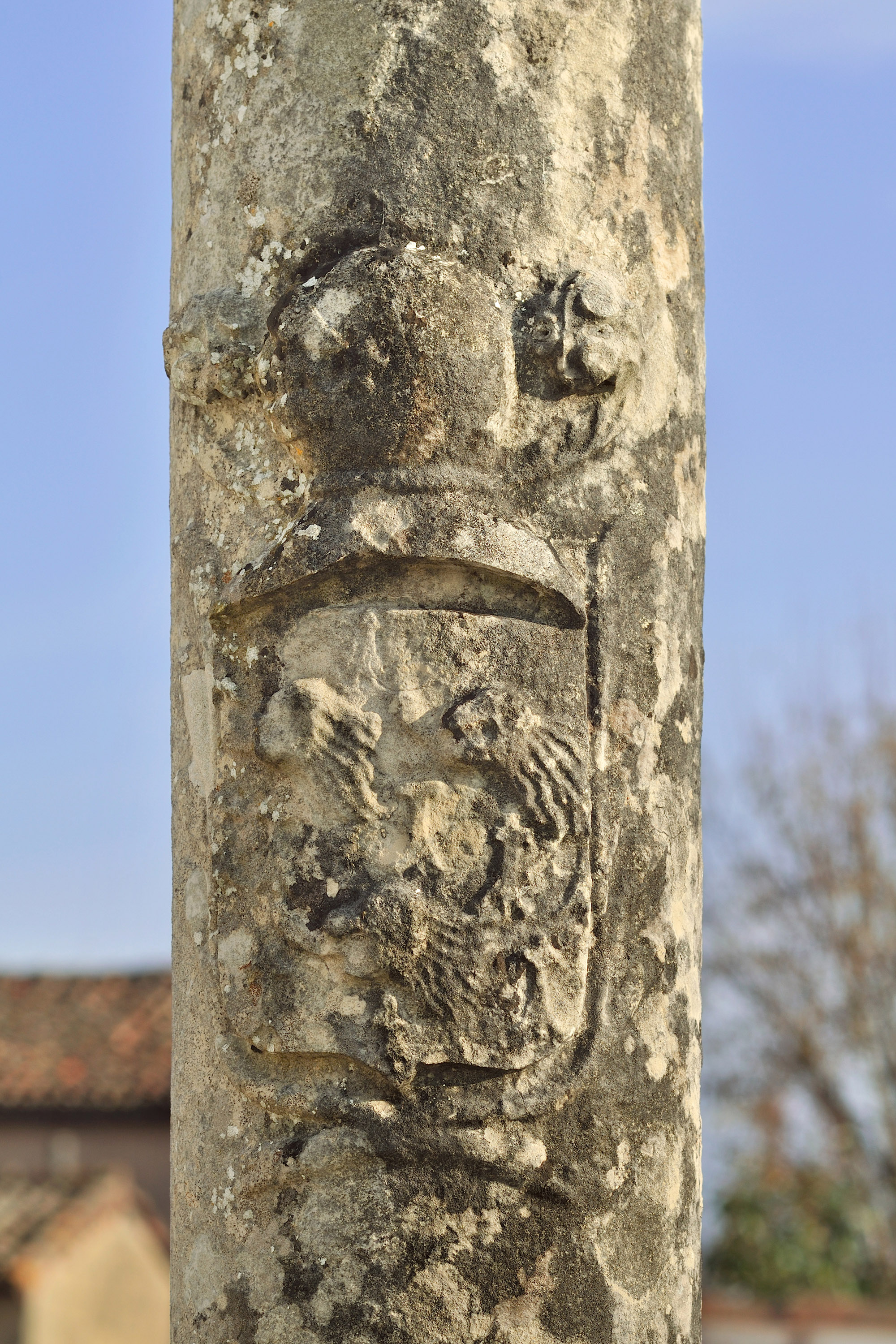
Croix du cimetière.
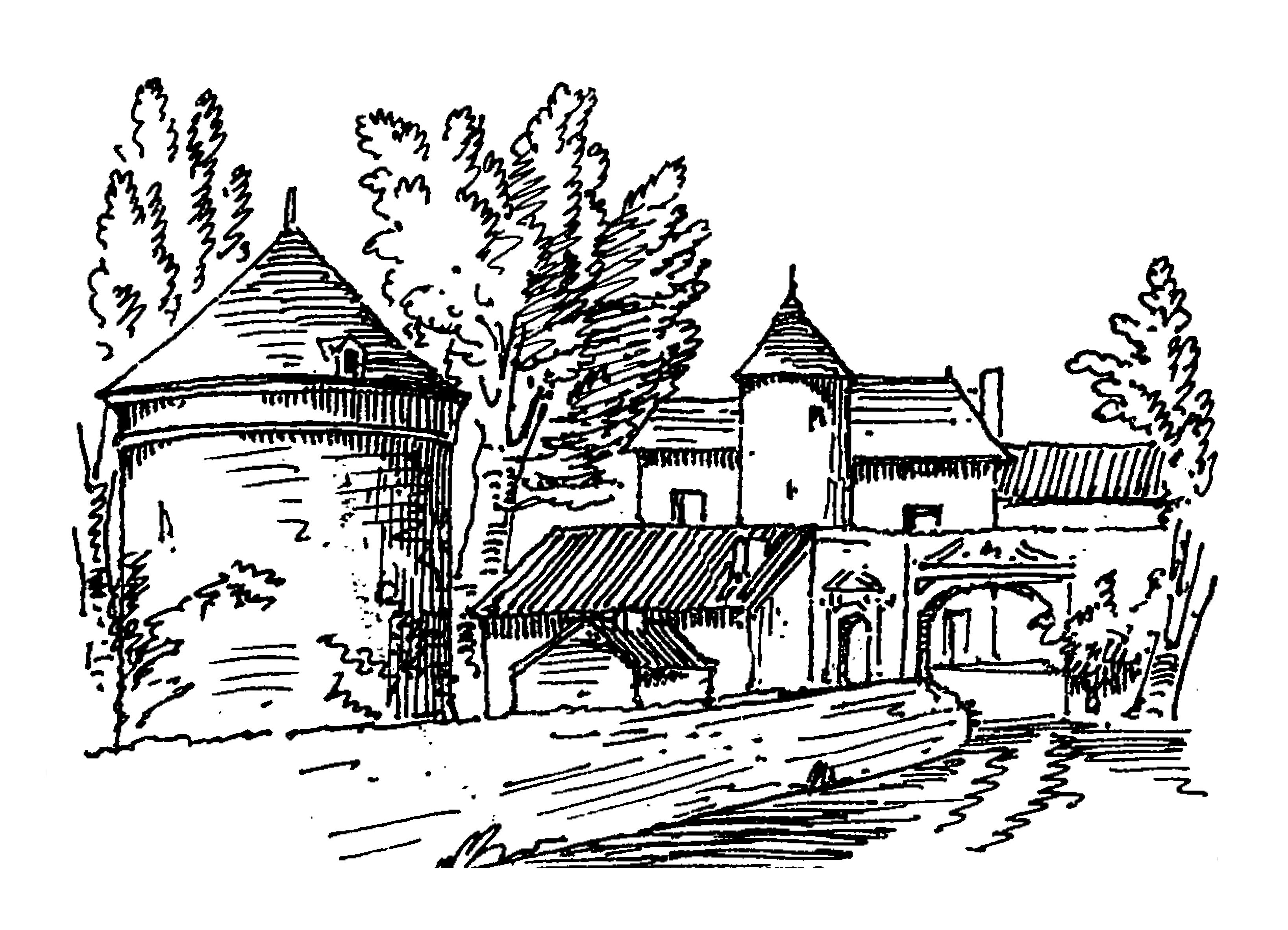
Logis du Magnou, vue vers l'ouest, en 1865.
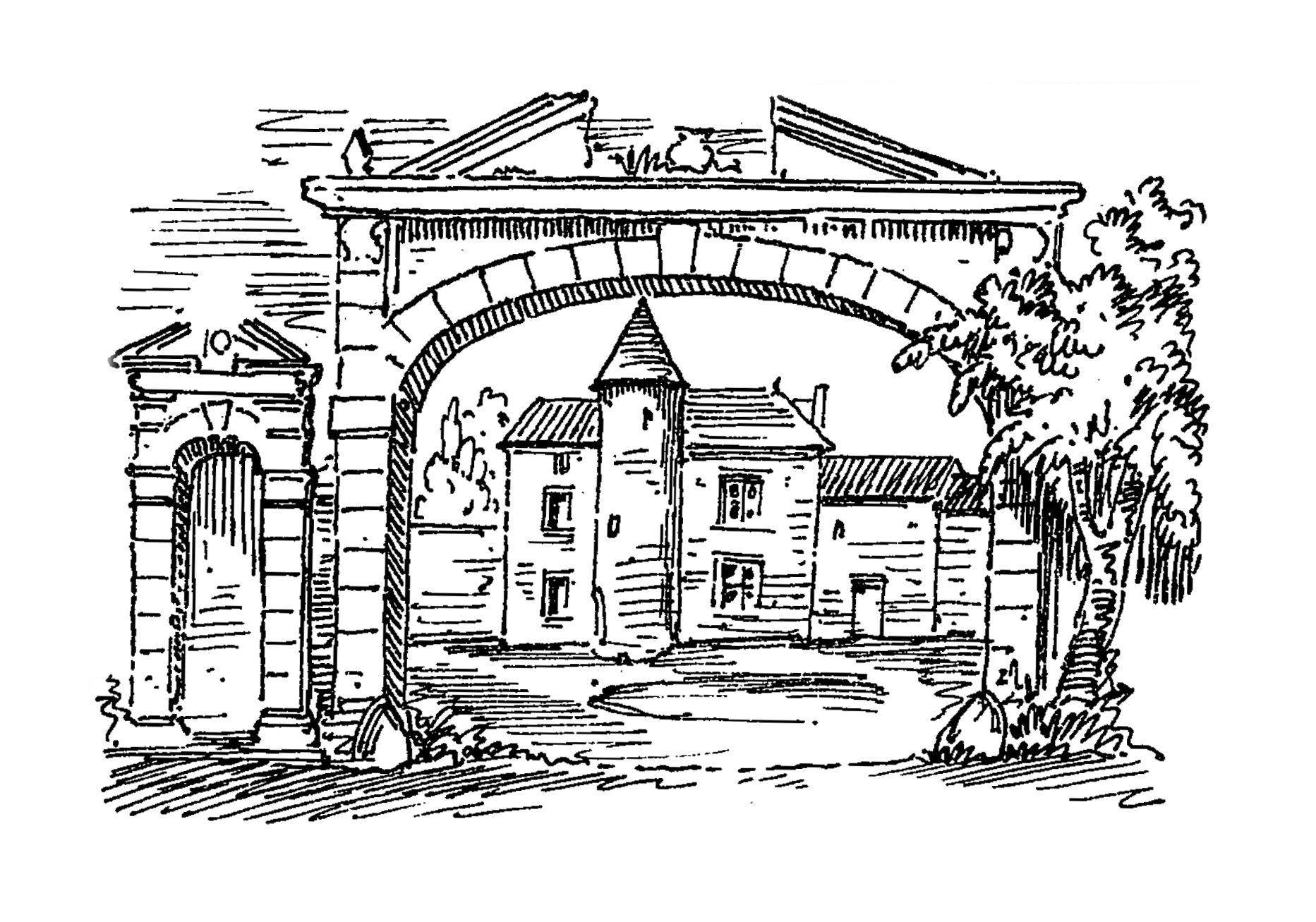
Logis du Magnou, vue vers l'ouest, en 1865.

#### Logis du Magnou
Le logis du Magnou date des XVe siècle, XVIe siècle et XVIIe siècle. Le fief du Magnou est cité dès 1339. Il appartient à la famille Eschallé jusqu'au milieu du XVIIIe siècle, et passe ensuite en possession de la famille Jousserand.
Le portail d’entrée, daté du XVIIe siècle, se compose d'une porte cochère et d'une porte piétonne. Le portail est surmonté d’armoiries qui ont dû être martelées lors de la Révolution française. L'édifice est à vocation militaire à l'origine, puis transformé au fil des siècles par des éléments résidentiels. Orienté à l’est, le logis présente en son centre une tour ronde qui abrite un escalier à vis. La partie la plus ancienne, datée du XVe siècle, est celle au nord de la tour centrale, avec ses fenêtres à meneaux et sa tourelle. La partie située au sud de la tour centrale est plus tardive. Elle date de la fin du XVIe siècle comme l’indique une inscription sur la fenêtre du grenier : "Ce logis a été faict le iesme iour d'avril 1598. Paix Jaux".
Le manoir est inscrit à l'inventaire des monuments historiques depuis le 17 mai 1977 pour les façades et toitures, l'escalier à vis, les cinq cheminées intérieures et le portail d'entrée.

#### Logis de La Chaux
Le logis de La Chaux conserve quelques éléments du XVIIe siècle. Le fief de La Chaux, dénommé aussi Buffefeu, est connu dès le début du XVe siècle. Il a appartenu aux familles Buffefeu et Babignon. Acquis par la famille Jousserand dans la seconde moitié du XVIIe siècle, le domaine reste en possession des familles Jousserand, puis de Menou, jusqu'à la fin du XIXe siècle.
Le corps de logis est entouré de deux tourelles en poivrière. L’une de ces tourelles abrite un escalier à vis ; l'autre a accueilli un pigeonnier. Une porte piétonne est marquée de la date de 1627. Une autre porte piétonne présente un écusson martelé, surmonté de la date de 1705. Les écuries forment un bel ensemble construit en pierre avec des fenêtres à encadrement de briques.

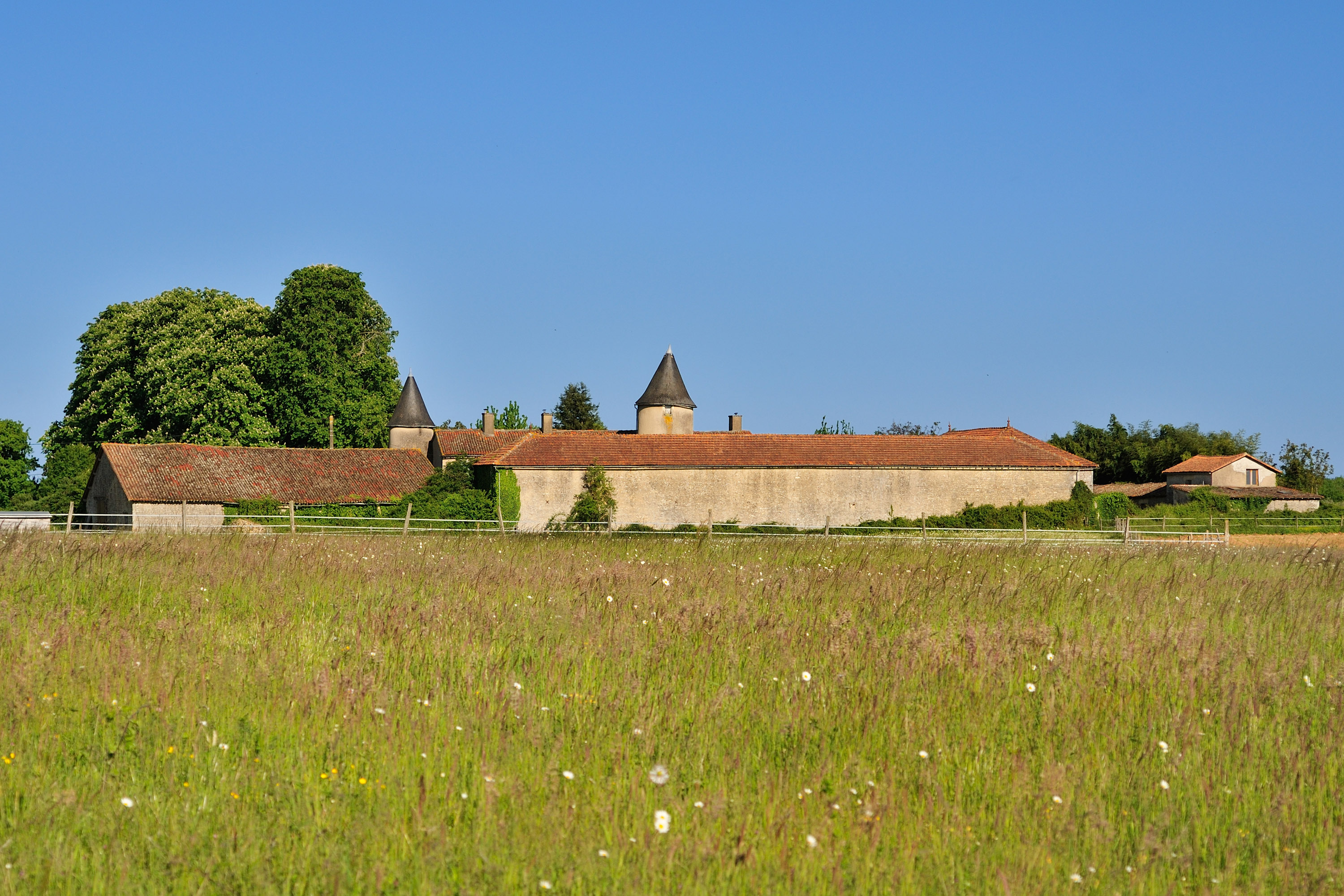
Logis de La Chaux.
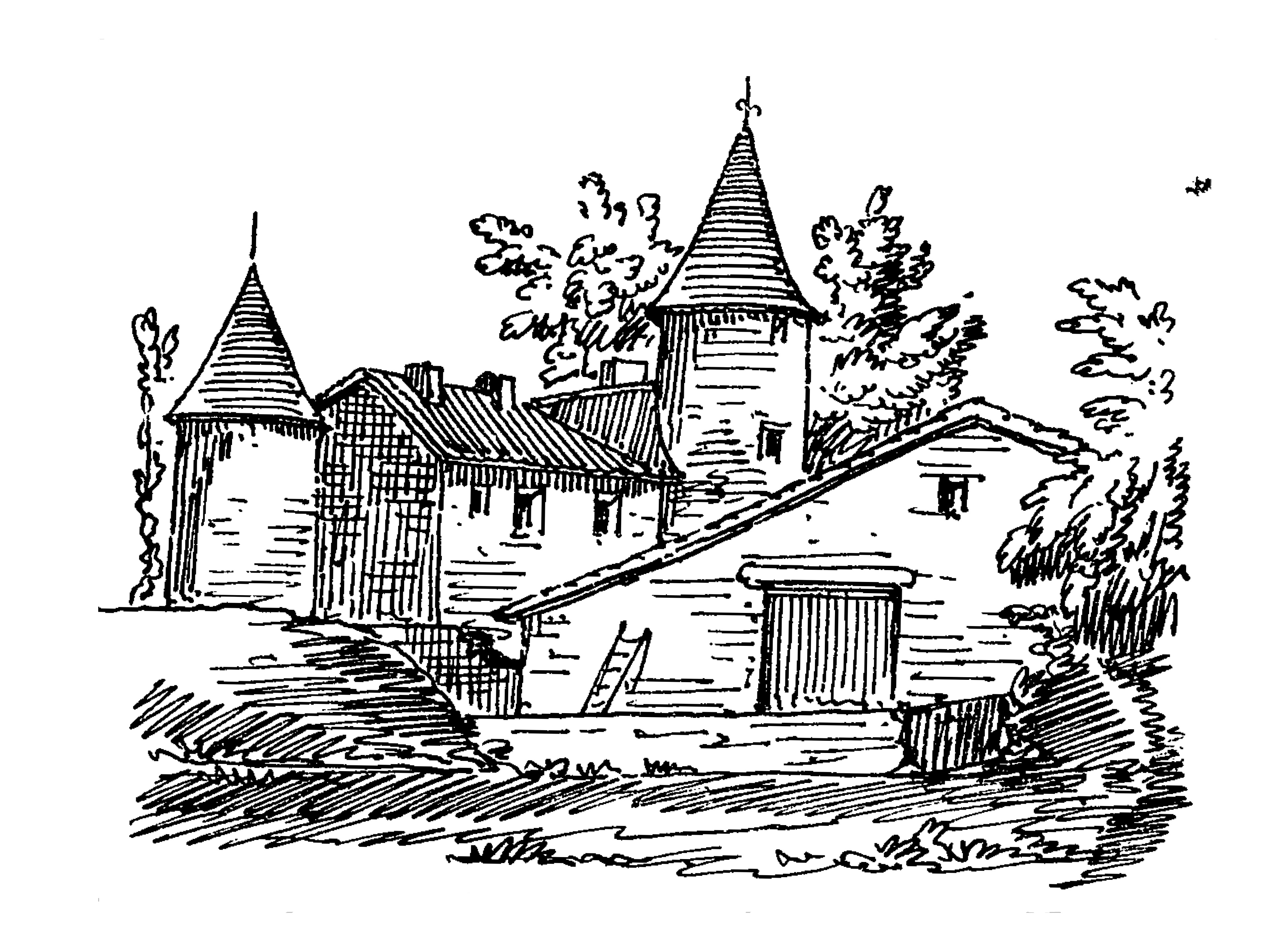
Logis de La Chaux en 1865 par Pierre-Amédée Brouillet.
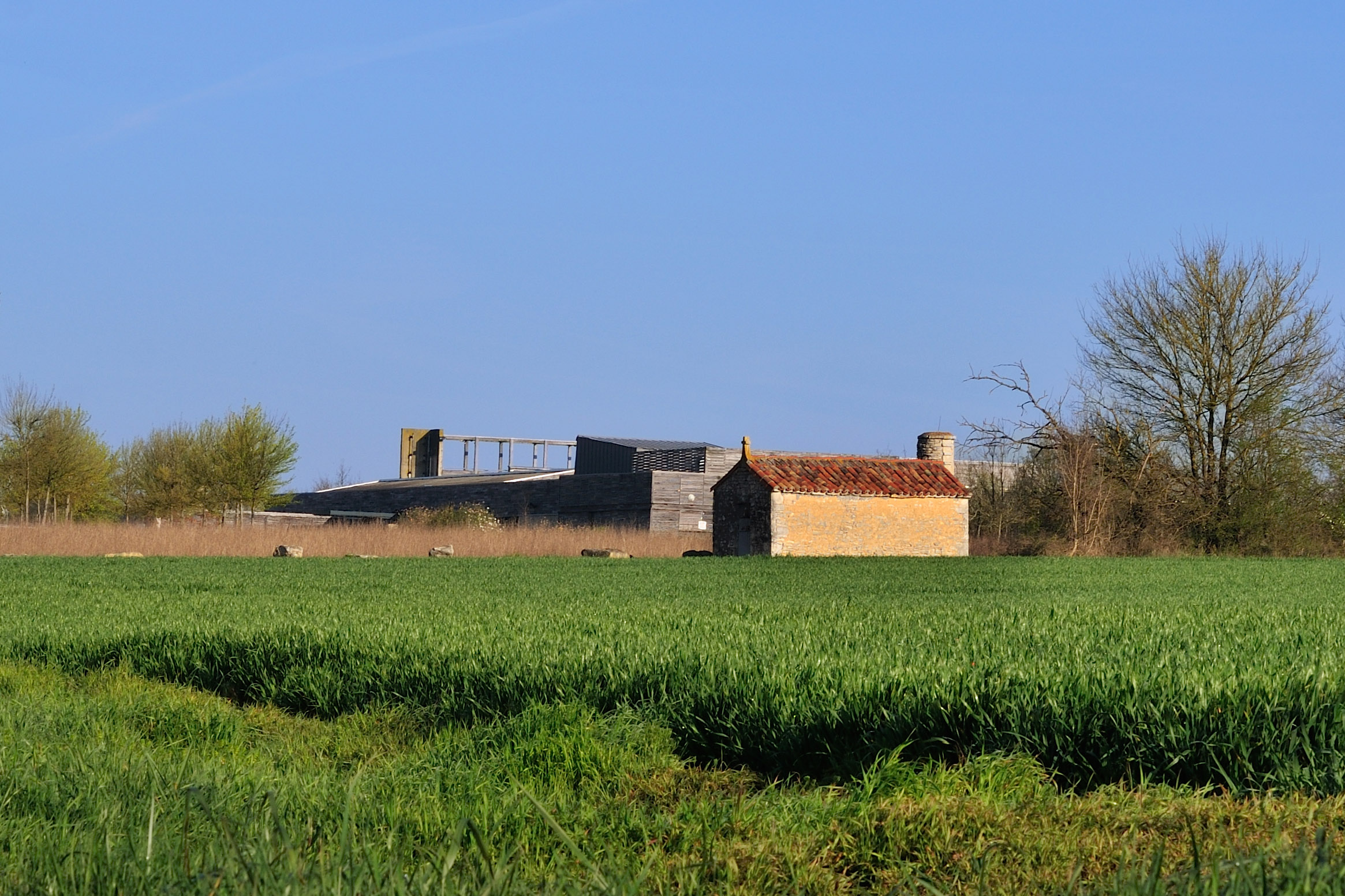
Chapelle de Pierre et FRAC.

#### Chapelle de Pierre
La chapelle de Pierre est un petit édifice construit au début du XXe siècle par Pierre Poupart, modeste citoyen de la commune (1866-1941). Ce bâtiment en pierre est flanqué d'une tour de 4 m de hauteur, portant des plaques gravées des noms des 15 enfants de la commune morts pendant la Première Guerre mondiale.

#### Jardin de Fortran
Le jardin de Fortran est un jardin de buis créé en 1980. Depuis, il s’est étoffé de nouvelles topiaires, d’un théâtre de verdure, d’une chambre verte, de charmilles, de plantes en pots et d’une collection de plantes succulentes. Ce jardin privé, ouvert au public sur rendez-vous, a obtenu le label jardin remarquable du Ministère de la Culture en 2018.

### Équipement culturel
Le Fonds régional d'art contemporain (FRAC) a ouvert en 2009 une antenne à Linazay pour accueillir ses réserves muséographiques. Conçu par l'architecte Jean-Pierre Fauvel, l'ancien Centre international Caprin a été reconfiguré pour aménager des espaces de conservation, d'expositions temporaires et de médiation. Cette architecture contemporaine privilégie l'intégration horizontale dans le paysage, et associe les matériaux bois, pierre et verre dans une esthétique sobre et fonctionnelle.

### Personnalités liées à la commune
- Ernest Baillargé (Linazay, 1879 - Poitiers, 1947), ingénieur agricole, directeur de l'École nationale d'agriculture de Rennes (1932-1941), directeur des services agricoles de la Vienne[45]. Dans les années 1920, il est l'un des fondateurs, avec Xavier Bernard, du mouvement mutualiste[46]. Il est aussi à l'initiative de la fondation de la laiterie de Saint-Saviol. Ses cours ont été publiés en 1928 dans les volumes L'agriculture poitevine[47]. Il a également consacré un ouvrage au topinambour en 1942[48].